# Circulation (journal)
Circulation (abrégé en Circulation) est une revue scientifique hebdomadaire à comité de lecture qui publie des articles dans le domaine des maladies cardio-vasculaires et de l'hématologie. Les articles de plus de douze mois de ce journal sont en libre accès.
D'après le Journal Citation Reports, le facteur d'impact de ce journal était de 39.9 en 2022. Actuellement, la direction de publication est assurée par Joseph Loscalzo.